# Міністерство з питань житлово-комунального господарства України
Міністе́рство з пита́нь житло́во-комуна́льного господа́рства Украї́ни — колишній центральний орган виконавчої влади України з питань ЖКГ. 9 грудня 2010 року міністерство реорганізоване в Міністерство регіонального розвитку, будівництва та житлово-комунального господарства України.
Міністерство з питань житлово-комунального господарства України(Мінжитлокомунгосп) було головним органом у системі центральних органів виконавчої влади з питань забезпечення реалізації державної політики у сфері житлово-комунального господарства, житлової політики та міського електричного транспорту (трамвай, тролейбус).

## Основними завданнями Мінжитлокомунгоспу були
1) участь у формуванні та забезпечення реалізації державної політики у сфері житлово-комунального господарства, житлової політики та міського електричного транспорту (трамвай, тролейбус), благоустрою населених пунктів, галузі поховання;
2) управління, координація та регулювання діяльності у зазначеній сфері;
3) реформування житлово-комунального господарства;
4) технічне регулювання у сфері житлово-комунального господарства та міського електричного транспорту (трамвай, тролейбус);
5) забезпечення проведення єдиної технічної, соціально-економічної політики у сфері питної води та питного водопостачання;
6) регулювання діяльності суб'єктів природних монополій у сфері централізованого тепло-, водопостачання та водовідведення, крім діяльності суб'єктів господарювання, що здійснюють комбіноване виробництво теплової і електричної енергії та/або використовують нетрадиційні чи поновлювані джерела енергії;
7) захист прав споживачів житлово-комунальних послуг у межах своїх повноважень, визначених законодавством.

## Організаційна структура
Станом на 2011-01-07 в Міністерстві працює 2 департаменти та 9 управлінь.
У структурі Мінжитлокомунгоспу також працює урядовий орган Державна житлово-комунальна інспекція (Держжитлокомунінспекція).

## Список міністрів
| № | Час повноважень                  | Портрет           | Ім'я                       |
| 1 | 21 березня 2007 — 18 грудня 2007 | Олександр Попов   | Попов Олександр Павлович   |
| 2 | 18 грудня 2007 — 11 березня 2010 | Олексій Кучеренко | Кучеренко Олексій Юрійович |
| 3 | 11 березня 2010 — 17 червня 2010 | Олександр Попов   | Попов Олександр Павлович   |
| 4 | 17 червня 2010 — 9 грудня 2010   |                   | Хіврич Юрій Єгорович       |

## Виноски
1. ↑  Указ Президента України від 9 грудня 2010 року № 1085/2010 «Про оптимізацію системи центральних органів виконавчої влади»
2. ↑  Архівована копія. Архів оригіналу за 28 січня 2011. Процитовано 7 січня 2011.{{cite web}}:  Обслуговування CS1: Сторінки з текстом «archived copy» як значення параметру title (посилання)